# Meta Media
Meta Media was een Belgische uitgeverij.

## Historiek
Meta Media werd opgericht in 1991 door Dirk Melkebeek. Het eerste tijdschrift dat door de uitgeverij gelanceerd werd was Motoren & Toerisme in 1992. In september 1999 volgde Modelspoormagazine en in oktober 1999 Train Miniature Magazine. Tevens werd het tijdschrift Spoorwegjournaal overgenomen van Kurt Heidbreder, alsook diens Franstalige tegenhanger Journal Du Chemin de Fer.
In februari 2001 volgde de lancering van het rechts-conservatieve weekblad Punt van de uitgeverij Vlaamse Media Groep, een samenwerking tussen Meta Media en Investar. Na tien nummers werd het tijdschrift stopgezet. In 2003 werd het maandblad Menzo overgenomen van Sanoma Media Belgium.
In 2007 verwierf mediagroep Think Media een meerderheidsbelang van 60% in de uitgeverij. In februari 2012 werd Think Media-dochteronderneming De Vrije Pers omgevormd tot Think Media Magazines (TMM) en in september volgde de fusie door opslorping van Meta Media in TMM.